# Combate de Paya
El combate de Paya o de las Termópilas de Paya o del Fuerte de Paya fue el primer encuentro de la Campaña Libertadora de Nueva Granada, librada el 27 de junio de 1819, en las afueras del pueblo de Paya.

## Historia
El coronel Antonio Arredondo, fue enviado por Francisco de Paula Santander y Simón Bolívar a tomar el fortín y el pueblo de Paya además del camino para cruzar el Páramo de Pisba y marchar a Tunja y Bogotá.
La tropa de 600 soldados, tomó el trincherón que protegía al pueblo y el camino por tres frentes y puso en fuga a la pequeña tropa que tomó el camino para Labranzagrande.
En el Himno nacional de Colombia, la estrofa IX dedica los primeras dos versos de su letra a esta batalla:
IX
La patria así se forma, termópilas brotando;
constelación de cíclopes su noche iluminó.